# 週刊和田毅 WATTI RADIO
週刊和田毅 WATTI RADIO（しゅうかんわだつよし・ワッチレディオ）は、福岡・KBCラジオが2005年度よりナイターオフ期に編成しているコーナー番組。
タイトル名の通り、福岡ソフトバンクホークス投手・和田毅の冠番組である。雲海酒造がスポンサーとなっている。

## 概要
- 「WATTI（わっち）」とは和田のニックネーム。元々喋り好きであり、「喋りだしたら止まらない」という評判まである和田の「ファンとのコミュニケーションを大事にしたい」という思いをKBCが形にした番組である。
- 2005年度は『夜はこれから!AM派宣言』の中で水曜日の18:00台に編成。AM派宣言のメインパーソナリティである宮本けいすけアナとのインタビュー形式で進行し（事前収録の回と生出演の回があった）、
和田はこのシーズンオフ中に仲根かすみと婚約発表し、記者会見後初めて婚約の報告や心境をこの番組で語った（実家帰省中からの電話での放送だった）。
ラスト2回はスポンサーである雲海酒造の工場見学の模様が放送された（和田は無類の焼酎好きであり、テープの最後あたりではすっかりいい気分になっていた）。
ただしこのラスト2回放送時は和田が2006 ワールド・ベースボール・クラシック日本代表として渡米中だった為、2月の宮崎キャンプ中の休養日に収録された物だった。
- 2006年度は『栗田善成のまずはラジオでおつかれさん』の中で木曜日の18:35～18:45に編成。今期は和田が「パーソナリティ」という形で番組を進行する。和田は女性パーソナリティとの放送を望んでいたが、結局は和田の一人喋りで進行する事となった。
2006年11月30日放送分から3週に渡り、和田が番組開始当初からゲスト出演を希望していたおすぎがゲスト出演。この番組初のゲストになった。
2006年12月27日に初めての公開録音を行い、2006年12月31日に大晦日特別番組で放送された。

## 関連番組
- 川﨑宗則の今日もヨロシコ（CROSS FM、2004年から毎年1月～3月に放送、チームメイトである川﨑宗則が担当）